# Râul Radovanu
Râul Radovanu este un curs de apă, afluent al râului Nera. 